# Dolores Cacuango
Dolores Cacuango Quilo, conocida como  Mama Dulu (Cayambe, 26 de octubre de 1881-Yanahuayco, 23 de abril de 1971), fue una activista ecuatoriana pionera en el campo de la lucha por los derechos de los indígenas y campesinos en Ecuador. Fundó en 1944 la Federación Ecuatoriana de Indios, FEI, con la ayuda del Partido Comunista de Ecuador, y en 1946 junto a Luisa Gómez de la Torre la primera escuela bilingüe (quichua-español). Es una de las más conocidas referentes de la izquierda ecuatoriana y una de las referentes del feminismo ecuatoriano a principios del siglo XX junto a su discípula Tránsito Amaguaña.

## Biografía
Dolores Cacuango nació en el latifundio de San Pablo Urcu cerca de Cayambe, Provincia de Pichincha, Ecuador, el 26 de octubre de 1881. Sus padres fueron indígenas gañanes, quienes trabajaban en haciendas sin un sueldo. Creció en el campo junto a sus padres, sin concurrir a la escuela debido a la falta de recursos económicos. Jamás aprendió a leer o a escribir; esto resultó un factor motivante para mejorar el acceso a la educación de la comunidad indígena. Aprendió a hablar español en la ciudad de Quito, lugar donde trabajó como empleada doméstica a muy corta edad.

## Trayectoria
Hija de Andrea Quilo y Juan Cacuango, fue una activa impulsora de la fundación de escuelas bilingües en colaboración con Luisa Gómez de la Torre; en ese contexto, fundó en 1946 la primera escuela bilingüe (quichua-español). Dolores intentó convocar a más de mil cabecillas del país, para reclamar sus derechos y reducir la violencia.
En el ámbito político, en 1944 participó en la creación de la primera organización indígena en Ecuador, que se denominó Federación Ecuatoriana de Indígenas (FEI), auspiciada por el Partido Comunista del Ecuador; en dicha organización ocuparía la Secretaría General.
Además, lideró la apertura de escuelas sindicales en Cayambe; y, junto a Rosa Lema, fue una de las mujeres de origen indígena más reconocidas en su país a fines de la década de 1940.
La ley de Reforma Agraria en el Ecuador fue promulgada en octubre de 1973 con el objetivo de hacer alguna reforma en el régimen de tenencia y usufructo de la tierra, para detener la ofensiva de los campesinos rebeldes y precautelar la productividad de las haciendas. Esta buscaba la integración nacional, la transformación de las condiciones de vida del campesinado, la redistribución del ingreso agrícola y la organización de un nuevo sistema social de empresa de mercado. La Reforma Agraria marcó el inicio de un proceso de “territorialización” sobre un importante espacio rural ubicado en el cantón Cayambe, provincia de Pichincha, Ecuador. Dolores Cacuango fue una figura clave dentro de este proceso, liderando a varios jóvenes indígenas en la rebelión contra el poder de los hacendados y de sus administradores y mayordomos.
Dolores Cacuango vivía en un pequeño pueblo cerca de Cayambe, lo que la motivó a participar liderando varias rebeliones en Cayambe para proteger los derechos indígenas. A causa de esto llegaron a conocerla como "La Loca Dolores Cacuango", ya que la temían por su capacidad de liderazgo y su carisma, que atraía a grandes grupos indígenas en Cayambe. 
Ella vivía en las comunidades, y fue perseguida y proscrita por gobiernos de derecha como el de Camilo Ponce, José María Velasco Ibarra, y la Junta Militar de 1963, que temerosa de la incidencia de la Revolución Cubana en países como Ecuador, impulsó como mecanismo la repartición de parte de las tierras agrícolas a manos de campesinos que antes habían sido trabajadores sin sueldo en ellas durante siglos. Se dice que iba siempre acompañada por los indios de experiencia política, pero en realidad ella los había formado, así como a jóvenes a quienes los instaba a desarrollar nuevos liderazgos. En 1964 el plan de ayuda estadounidense denominado Alianza para el Progreso impulsó a través del gobierno dictatorial una "Reforma Agraria" y "colonización" de la Amazonía, como si no tuviese como dueños a sus pobladores originales. La reforma, contraria a una revolución que entregara efectivamente toda la propiedad de la tierra productiva a los trabajadores del campo quienes vivían con jornales miserables, basándose en trueque o a relaciones coloniales de trabajo, propuso cambios que no mejoraron necesariamente sus condiciones de precariedad. Eso lo sabía Dolores Cacuango, quien entendía perfectamente la diferencia entre reforma y revolución, habiendo sido secretaria del Partido Comunista del Ecuador, por ello, Dolores no apoyó este plan, porque sabía de su origen colonialista, y al contrario, lideró una marcha en Quito con cerca de diez mil indios de Cayambe, en la cual se dirigió a todos los ecuatorianos al dar un discurso en el Teatro Universitario, buscando justicia para los indígenas para que la Reforma no fuera solo formal sino efectiva, cosa que no se ha conseguido hasta el Siglo XXI, dándole la razón.

## Personalidad
Dolores Cacuango, Administradora General de la primera organización indígena nacional, (FEI), se destacó en el aspecto político en el siglo XX. Toda su vida estuvo relacionada con los acontecimientos relevantes de su país.
Poco a poco comenzó a involucrarse en lo relacionado con la defensa de reivindicaciones indígenas, respaldando a las mujeres que ejecutaban trabajos a jornada completa y que no obtenían ninguna remuneración. Dolores siempre se caracterizó por ser una persona que mostraba una actitud muy enérgica y fuerte. Sabía cómo generar empatía y su manera de dirigirse ante el resto fue siempre de manera firme y directa. Contaba con una gran capacidad para entender lo que acontecía y daba una respuesta o argumento ante cualquier circunstancia. Su gran fluidez para hablar y expresar lo que quería decir la llevó a tener el don de convocar y convencer a la gente de lo que era correcto y lo que no lo era.
Desde muy temprano, caracterizó a Dolores Cacuango su rebeldía y coraje. Impidió que el mayordomo de la hacienda en la que residía consumara la violación de su hija. En muchas oportunidades evitó que sus compañeros de faena fueran maltratados. Ella se daba cuenta del sufrimiento de su pueblo condenado a ser explotado, humillado y torturado. Otra de sus virtudes era su bondad para escuchar a las personas en sus peores momentos. La gente solía visitar la casa de Dolores para hablarle de sus tristezas y problemas. Las personas le pedían su ayuda para que los respaldase en sus quejas y buscar alguna solución en el sindicato. Dolores siempre se propuso cambiar la realidad de las empleadas que trabajaban en las haciendas y hacer que la sociedad se humanice. Siempre procuró que se reconocieran a los indígenas como seres de derechos. Le emocionaba defender los derechos de los indígenas ante las autoridades.